# ДіПініада
«ДіПініада» — сатиричний альманах, який у 1946—1947 рр. випускали у таборі переміщених осіб Пазінг-Мюнхен (Баварія) поет та інженер В. Елліс та художник В. Одіноков. Назва походить від англійської аббревіатури «Ді-Пі» — «Переміщена особа» (англ. «DP» — «Displaced persons»). Стиль журналу — візуальна публіцистика.
Як важливе візуальне історичне джерело альманах ДіПініада описує широке коло проблем повсякденного життя в таборах «переміщених осіб» та розкриває особливості повоєнної комунікації між військовими, біженцями та місцевою владою.